# Nikoliq
Nikoliq – wieś położona w północnej części Albanii w gminie Golaj. Wieś znajduje się 112 kilometrów od stolicy państwa, Tirany.

## Demografia
Według spisu ludności z 2001 roku we wsi Nikoliq mieszkało 1081 mieszkańców.